# Кримківська сільська рада (Шполянський район)
Кри́мківська сільська́ ра́да — адміністративно-територіальна одиниця та орган місцевого самоврядування у Шполянському районі Черкаської області. Адміністративний центр — село Кримки.

## Загальні відомості
- Населення ради: 959 осіб (станом на 2001 рік)

## Населені пункти
Сільській раді були підпорядковані населені пункти:
- с. Кримки

## Склад ради
Рада складалася з 14 депутатів та голови.
- Голова ради:

### Керівний склад попередніх скликань
Примітка: таблиця складена за даними сайту Верховної Ради України

### Депутати
За результатами місцевих виборів 2010 року депутатами ради стали: